# Pinguicula ibarrae
Pinguicula ibarrae este o specie de plante carnivore din genul Pinguicula, familia Lentibulariaceae, ordinul Lamiales, descrisă de Zamudio. Conform Catalogue of Life specia Pinguicula ibarrae nu are subspecii cunoscute.